# Copa del Generalísimo de baloncesto 1944
La Copa del Generalísimo de baloncesto o el Campeonato de España 1944 fue la número 8.º, donde su final se disputó en el Pista de Vista Alegre de Vigo el 28 de junio de 1944.

## Equipos clasificados
En dicha edición participaron un total de 16 equipos, de 10 regiones.
- Región centro (4): Real Madrid CF, SEU Madrid, Colegio Alemán, FJ Valladolid
- Cataluña (3): CF Barcelona, CD Layetano, RCD Español
- Aragón (2): CN Helios, UD Huesca
- Valencia (1): FJ Valencia
- Galicia (1): Español de Vigo
- Asturias (1): GC Covadonga
- Guipúzcoa (1): Educación y Descanso
- Baleares (1): CN Palma
- Región sur (1): FJ Almería
- Norte de África (1): SD Ceuta

## Octavos de final
Los partidos de ida se jugaron el 30 de abril y 2 de mayo y los de vuelta el 7 de mayo.
| Equipo 1             | Agr.  | Equipo 2        | Ida   | Vuelta |
| -------------------- | ----- | --------------- | ----- | ------ |
| UD Huesca            | 44–94 | CD Layetano     | 22–30 | 20–64  |
| FJ Valencia          | 48–52 | CN Helios       | 19–25 | 29–27  |
| RCD Español          | 89–36 | CN Palma        | 56–17 | 33–19  |
| SEU Madrid           | 61–26 | Español de Vigo | 25–8  | 36–18  |
| Colegio Alemán       | 54–37 | FJ Almería      | 34–14 | 20–23  |
| FJ Valladolid        | 33–31 | GC Covadonga    | 17–19 | 16–12  |
| SD Ceuta             | 33–52 | Real Madrid CF  | 18–30 | 15–22  |
| Educación y Descanso | 11–17 | CF Barcelona    | 11–17 | NP     |

## Cuartos de final
Los partidos de ida se jugaron el 21 de mayo y los de vuelta el 28 de mayo.
| Equipo 1      | Agr.   | Equipo 2       | Ida   | Vuelta |
| ------------- | ------ | -------------- | ----- | ------ |
| CN Helios     | 55–102 | CD Layetano    | 30–41 | 25–61  |
| RCD Español   | 47–46  | CF Barcelona   | 26–20 | 21–26  |
| SEU Madrid    | 61–41  | Colegio Alemán | 24–11 | 37–30  |
| FJ Valladolid | 45–69  | Real Madrid CF | 21–38 | 24–31  |

## Semifinales
Los partidos de ida se jugaron el 4 de junio y los de vuelta el 9 y 11 de junio.
| Equipo 1       | Agr.  | Equipo 2    | Ida   | Vuelta |
| -------------- | ----- | ----------- | ----- | ------ |
| RCD Español    | 84–87 | CD Layetano | 35–31 | 49–56  |
| Real Madrid CF | 53–48 | SEU Madrid  | 36–28 | 17–20  |

## Final
| 28 de junio de 1944, 23:00 | CD Layetano                       | 33–18                             | Real Madrid CF                    |                                                              |  |
| 23:00 GTM+1                | Marcador por tiempos: 19–13, 14–5 | Marcador por tiempos: 19–13, 14–5 | Marcador por tiempos: 19–13, 14–5 |                                                              |  |
|                            | Estadísticas Eduardo Kucharski 23 | Pts                               | Estadísticas Pedro Alonso 6       | Pabellón: Pista de Vista Alegre, Vigo Árbitros: Manuel Pazos |  |

| Campeón de la Copa del Generalísimo 1944 |
| ---------------------------------------- |
| CD Layetano 2.º título                   |